# Růže bahenní

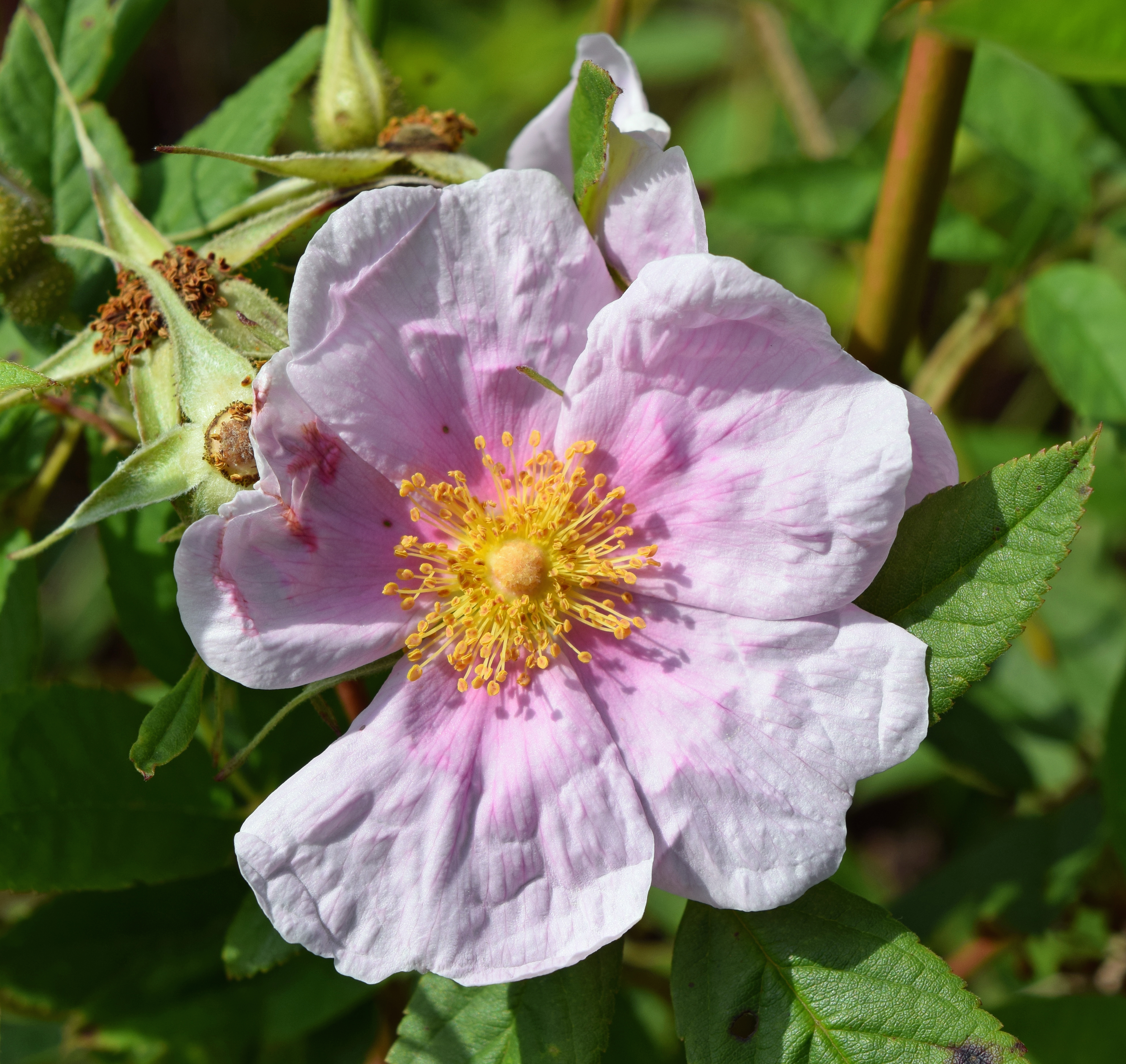
Květ

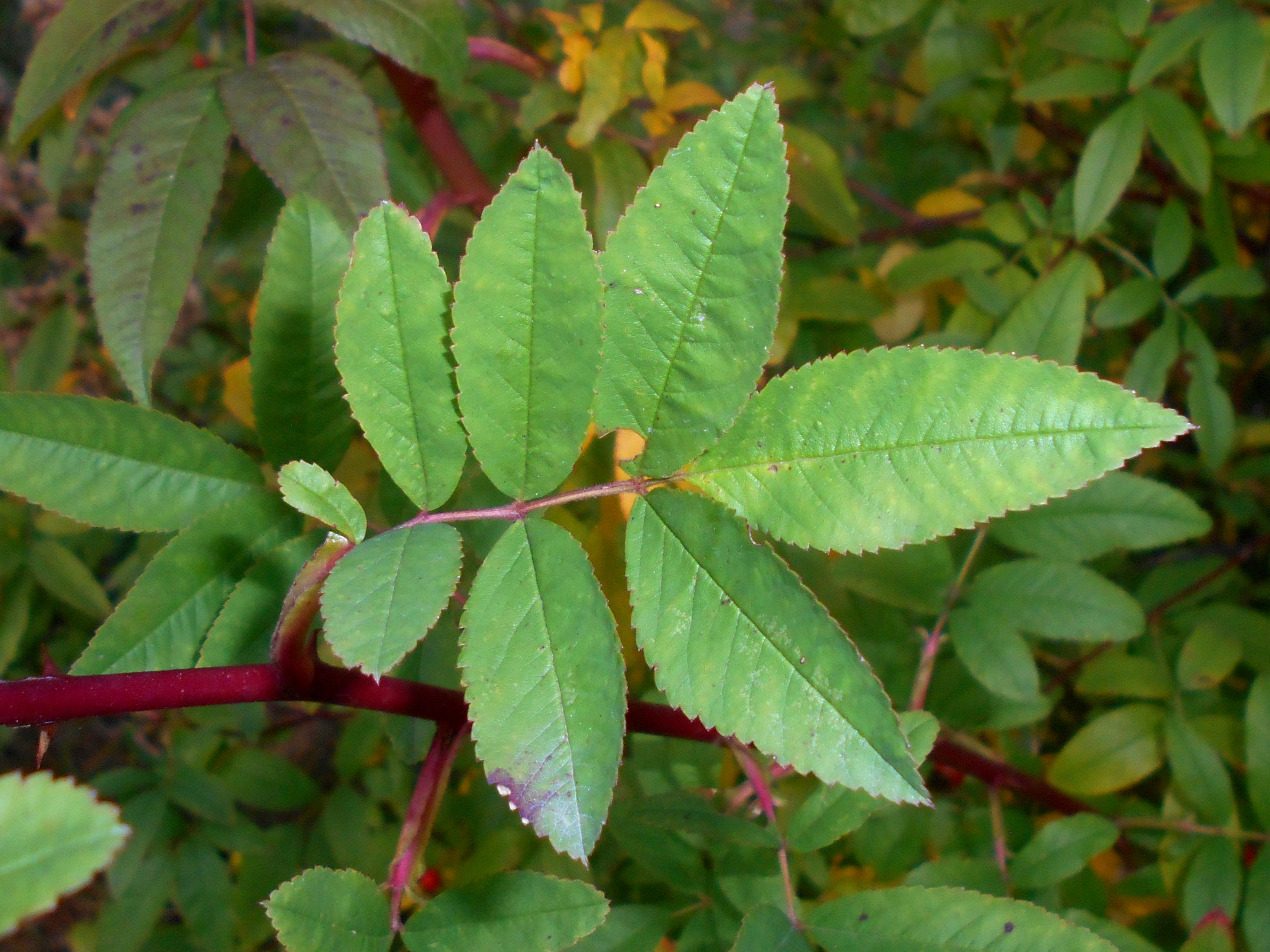
List

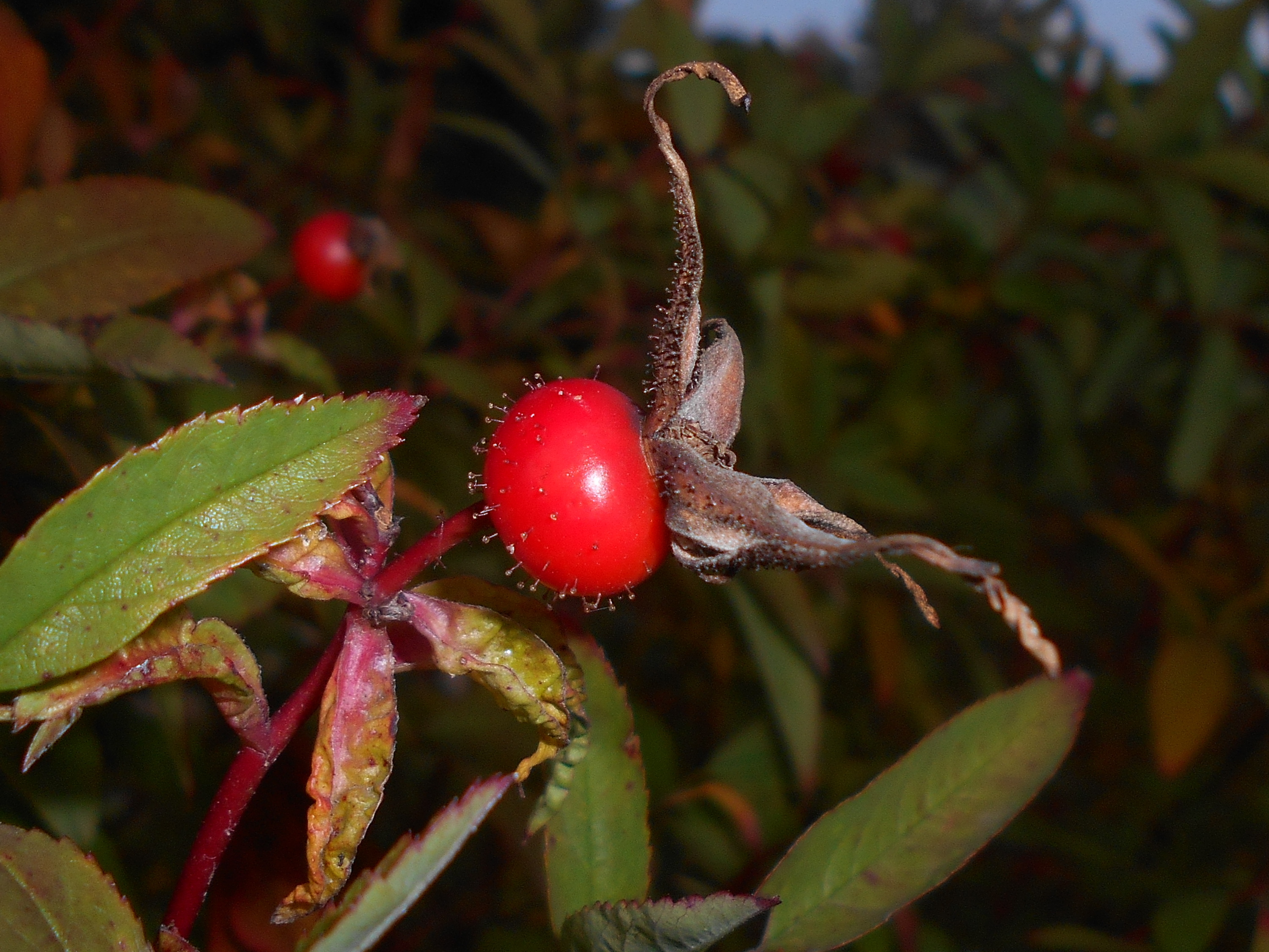
Šípek se suchým kalichem

Růže bahenní je opadavý, vytrvalý, ostnatý, vzpřímený, až 2 m vysoký keř, který se rozrůstá do širokých polykormonů. Je původním druhem na velkém území východní Severní Ameriky, od provincie Québec na jihovýchodě Kanady až po státy Louisiana a Florida na jihovýchodě Spojených států. Je jedinou americkou růží, která upřednostňuje vlhké stanoviště před suchým. Z této její vlastnosti je odvozeno i druhové jméno "bahenní".

## Ekologie
Nejlépe roste v kyselé, organicky bohaté, mokré půdě na osluněném stanovišti. Nejčastěji se vyskytuje na místech vysloveně vlhkých, ve zrašeliněných půdách, na okrajích bažin a v pobřežních zónách močálů, jezer a potoků. Špatně se jí ale daří na místech trvale pod vodou, snáší pouze sezónní záplavy. Nestrpí slanou ani brakickou vodu. Toleruje pouze mírný polostín, nejlépe kvete a odolává houbovitým chorobám na plném slunci a na místech s dobrou cirkulací vzduchu. Kvete, v závislosti na zeměpisné šířce, od konce května do srpna. Obvykle se vyskytuje do nadmořské výšky 700 m n. m. Ploidie druhu je 2n = 14.
Rostlina se vyskytuje na velkém území, není nijak hospodářsky využívána a její početní stavy se v současnosti podstatně nesnižují, jsou pokládány za poměrně stabilní. Je proto mezinárodní organizací IUCN považována za druh málo dotčený (LC).

## Popis
Růže bahenní je trvalý prutnatý keř s dřevitými, jen mírně převislými větvemi dlouhými 60 až 180 cm. Jeho skořicově hnědočervené kmínky bývají vespod přes 1 cm tlusté, v přízemní části jsou téměř bezlisté a výše porůstají střídavými listy. Po celé délce jsou v uzlinách, někdy i jednotlivě mimo ně, porostlé párem rovných až mírně hákovitých ostnů se širokou základnou, které bývají dlouhé do 0,5 cm. Ostny větvím pomáhají přidržovat se přilehlé vegetace nebo konstrukce a splétat husté stěny.
Listy s řapíky jsou složené z pěti až devíti tuhých, široce eliptických až úzce vejčitých lístků 2 až 5 cm dlouhých a 1 až 2 cm širokých, které jsou při bázi i na vrcholu klínovitě špičaté, po obvodě mají dvacet až třicet drobných ostrých zoubků, na lícní straně jsou tmavě zelené a lysé, na rubové světlejší a někdy chlupaté. Na řapících i středních žilkách listů vyrůstají další, tentokrát drobné ostny. Listy na podzim před opadem mění svou barvu do atraktivních odstínů červené, později uschnou a zůstávají na rostlině dlouho do zimy. Palisty jsou čárkovité, asi 2 cm dlouhé.
Květy jsou růžové s kontrastními žlutými tyčinkami, bývají 4 až 5,5 cm velké, rostou na vzpřímených štětinatých stopkách asi 1 cm dlouhých a mají kulovitou či slabě zploštělou češuli a dva kopinaté listeny. Vyrůstají jednotlivě nebo společně vytvářejí dvou až desetičetné chocholičnaté květenství. Pět zelených, prohnutých, úzce kopinatých kališních lístků je asi 2,5 cm dlouhých, stejný počet růžových až tmavě růžových, obsrdčitých korunních lístků bývá dlouhých okolo 2 cm. V květu je okolo dvou stovek žlutých tyčinek s prašníky a žluté či oranžové pestíky vzniklé téměř z padesáti plodolistů, každý z nich má vlastní krátkou čnělku s bliznou. Nejčastějšími a nejúčelnějšími opylovači jsou čmeláci, brouci a včely s dlouhým sosákem, kteří květy navštěvují pro pyl, nektar není k dispozici.
Plody jsou šípky, většinou kulovitého tvaru, sytě červené, veliké 7 až 11 mm se suchým vytrvalým kalichem na konci. Šípky jsou jemně chlupaté, ve zralosti nepukají a na větvích vydrží dlouho do zimy, v jejich dužině bývá až pětadvacet žlutohnědých, eliptických nažek (semen) velkých 3 mm.

## Rozmnožování
Dřevina se na svém stanovišti do široka rozmnožuje odnožemi z kořenů, za jejíchž pomocí vytváří široké polykormony. Na větší vzdálenosti se šíří semeny, která ve většině případů roznášejí ptáci zobající zralé plody. Semeno pro vyklíčení potřebuje chladnou stratifikaci, která zkracuje jeho dormanci. Má také velmi tvrdé a vlhkost nepropustné osemení a před výsevem je vhodná mechanická skarifikace, jinak často vyklíčí až následným rokem. Mladé semenáče se vysazují na trvalá stanoviště při výšce nejméně 25 cm. Nejjednodušším množením je řízkování, složitějším je očkování na vhodnou podnož, snižující například vitalitu růstu nebo odnožování.

## Význam
Růže bahenní je mrazuvzdorná, vonná a vůči škůdcům poměrně odolná, přesto se v zahradách často nepěstuje. Je vhodnou rostlinou převážně pro výsadbu po okrajích zahradních jezírek s mokřadními rostlinami. Jinak vyžaduje v blízkosti alespoň potůček, který zajistí stálou vlhkost půdy. Na mokrých pastvinách se z ní vytvářejí husté a ostnaté živé ploty. Šípky obsahují mnoho semen a lidmi nebývají využívané, jsou však vítanou potravou pro ptactvo i savce a samotné keře jim zase poskytují vhodná místa pro úkryt i hnízdění.